# Weststar Aviation
Weststar Aviation Services Sdn Bhd (che opera come Weststar Aviation Services) è una compagnia aerea charter con sede presso l'aeroporto Sultano Abdul Aziz Shah. È una sussidiaria del Weststar Group.

## Storia
La compagnia venne istituita nell'aprile 2003 con l'approvazione del certificato di operatore aereo (COA) da parte del dipartimento dell'aviazione civile malese (DCA). La sua flotta principale era composta da Eurocopter EC 120 Colibri, EC 135 Ecureuil, AS365 Dauphin e AgustaWestland AW139. Nel 2018 ha acquisito 3 AgustaWestland AW189 che trasporta principalmente il personale di Petronas e Shell da e verso Miri, Sarawak.

## Flotta
A dicembre 2022 la flotta di Weststar Aviation è così composta:
- AgustaWestland AW139
- AgustaWestland AW169
- AgustaWestland AW189
- Eurocopter EC 155
- Sikorsky S-76C++

La compagnia gestisce inoltre un Boeing 767 in configurazione VIP acquisito nel giugno 2018. In precedenza ha operato con un Boeing 727 (ex Trump Force One) e un Boeing 737-200.